# Partido Liberal do Quebec
O Partido Liberal do Quebec (em francês:  Parti libéral du Québec, PLQ) é um partido federalista atuante na província canadense do Quebec. O partido opõe-se[carece de fontes?] à independência do Quebec e é independente em relação ao Partido Liberal do Canadá desde 1955. Sua líder é Dominique Anglade.